# Орд (река)
Орд (англ. Ord River) — река на территории австралийского штата Западная Австралия.

## География

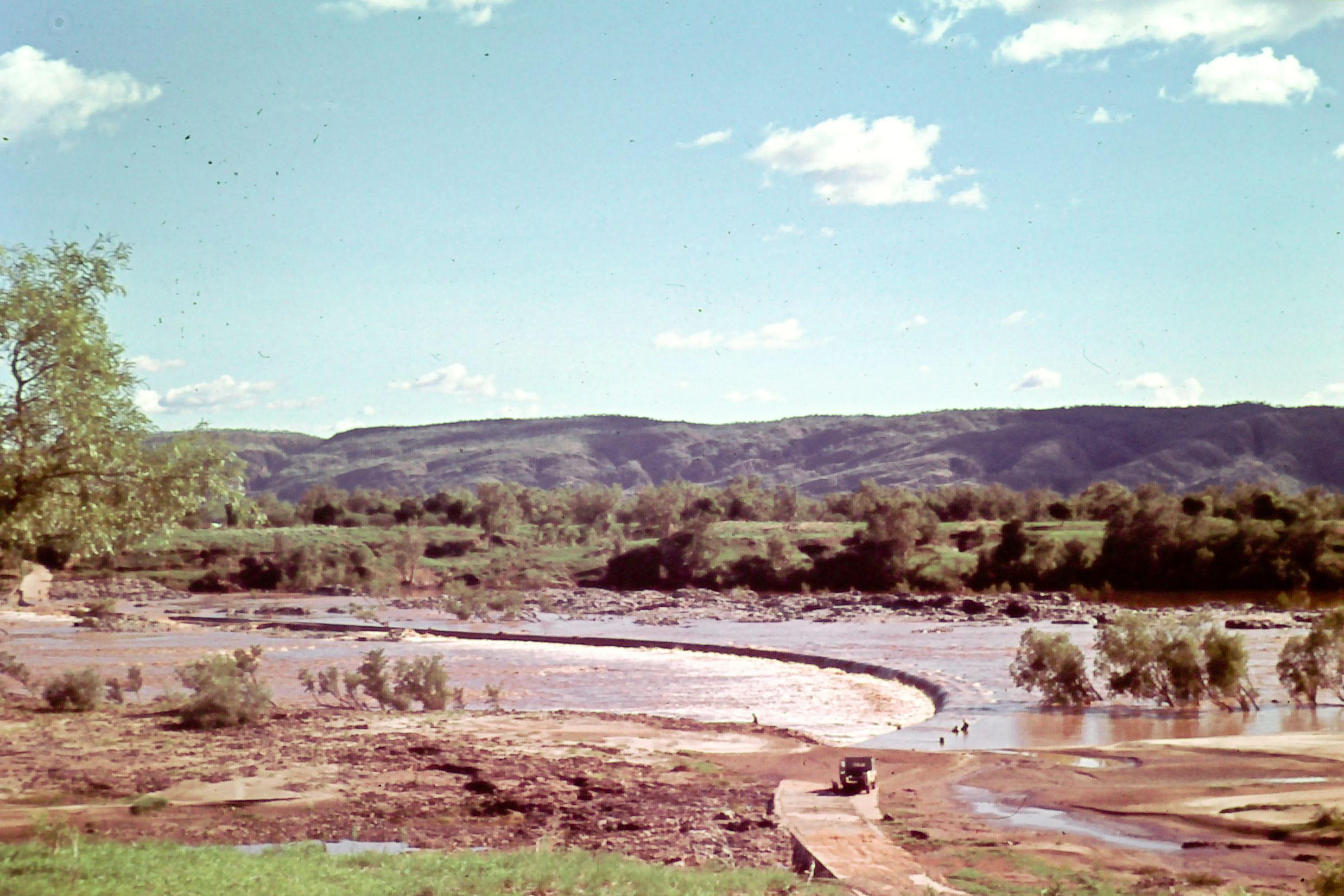
Река Орд в Кунунарре

Исток реки Орд находится у подножия горы Уэллс, являющейся частью хребта Альберт-Эдвард, вблизи населённого пункта Бедфорд-Даунс. Впоследствии река протекает в восточном направлении через Национальный парк Пурнулулу, после чего берёт курс на север, протекая через озеро Аргайл, которое является крупнейшим водохранилищем пресной воды на материковой части Австралии. После города Кунунарра русло реки поворачивается на запад, впадая в залив Кембридж Тиморского моря. Орд имеет множество небольших притоков: реки Негри, Боу, Николсон и другие. Река протекает через населённые пункты Лейк-Аргайл, Кунунарра. Для регулирования водосбора и орошения полей построена система плотин и водохранилищ.
Длина реки Орд составляет 320 км, а площадь бассейна — около 46 100 км².

## История
Река впервые была исследована в 1879 году путешественником Александром Форрестом, который назвал её в честь Гарри Орда, губернатора Западной Австралии с 1877 по 1880 года. В 1963 году на реке была сооружена оросительная система (англ. Ord River Irrigation Scheme), которая впоследствии была расширена: в том числе, в июне 1972 года состоялось официальное открытие плотины Орд-Ривер (англ. Ord River Dam), которая используется для поддержания уровня воды в озере Аргайл. Тем не менее, к 1980-м годам ирригационная система на реке была признана самой дорогой и дискуссионной в истории Австралии: попытки выращивания хлопка в регионе из-за большого количество вредных насекомых и болезней не увенчались успехом (к 1980-м годам обрабатывалось только 10 % потенциальной площади орошения). Только после высадки плантаций сахарного тростника и переориентации местных производителей на экспорт к системе вновь был вызван интерес.
В настоящее время в регионе выращиваются сахарный тростник, арахис, сорго, подсолнечник, дыни и овощи. Кроме того, на реке ведётся выработка гидроэлектроэнергии, а город Кунунарра, основанный в 1967 году недалеко от одной из плотин ирригационной системы, является региональным и туристическим центром.